# Tutaj (tom wierszy)
Tutaj – tom poezji Wisławy Szymborskiej wydany 19 stycznia 2009 przez Społeczny Instytut Wydawniczy „Znak”, w 2010 nominowany do Nagrody Literackiej „Nike”.
Tutaj stanowi ostatni tomik Szymborskiej wydany przed jej śmiercią w 2012. Zawiera 19 wierszy: Ella w niebie (o Elli Fitzgerald), Identyfikacja, Kilkunastoletnia, Metafizyka, Mikrokosmos, Myśli nawiedzające mnie na ruchliwych ulicach, Nieczytanie, Otwornice, Pomysł, Portret z pamięci, Przed podróżą, Przykład, Rozwód, Sny, Trudne życie z pamięcią, Tutaj, W dyliżansie (o Juliuszu Słowackim), Zamachowcy, Vermeer (o Janie Vermeerze).